# Swing Street
Swing Street è un album del cantautore statunitense Barry Manilow, pubblicato dall'etichetta discografica Arista nel 1987.
L'album, disponibile su long playing, musicassetta e compact disc, è prodotto dallo stesso interprete ed Eddie Arkin. La parte comprendente i primi 5 brani, corrispondente al Lato A delle versioni vinile e musicassetta, ha come titolo 8:00 pm, la seconda viene invece chiamata Midnight. Il lavoro contiene 3 cover e 7 brani inediti, fra i quali 6 vedono Manilow come coautore.

## Tracce

### Lato A
1. Swing Street
2. Big Fun (con i Full Swing)
3. Stompin' at the Savoy
4. Black and Blue (con Phyllis Hyman e Tom Scott)
5. Hey Mambo (con Kid Creole & The Coconuts)

### Lato B
1. Summertime (con Diane Schuur e Stan Getz)
2. Brooklyn Blues (con Tom Scott)
3. Stardust (con gli Uncle Festive)
4. Once When You Were Mine
5. One More Time (con Gerry Mulligan)